# هنري دبليو. غريدي
هنري دبليو. غريدي (بالإنجليزية: Henry W. Grady)‏ هو صحفي أمريكي، ولد في 24 مايو 1850 في أثينا في الولايات المتحدة، وتوفي في 23 ديسمبر 1889 في جورجيا في الولايات المتحدة بسبب ذات الرئة.

## معرض صور

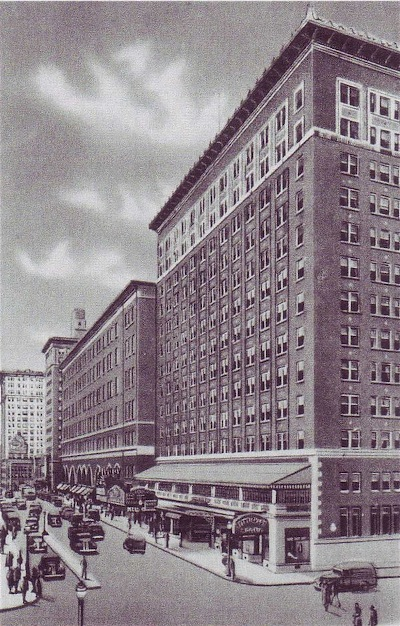
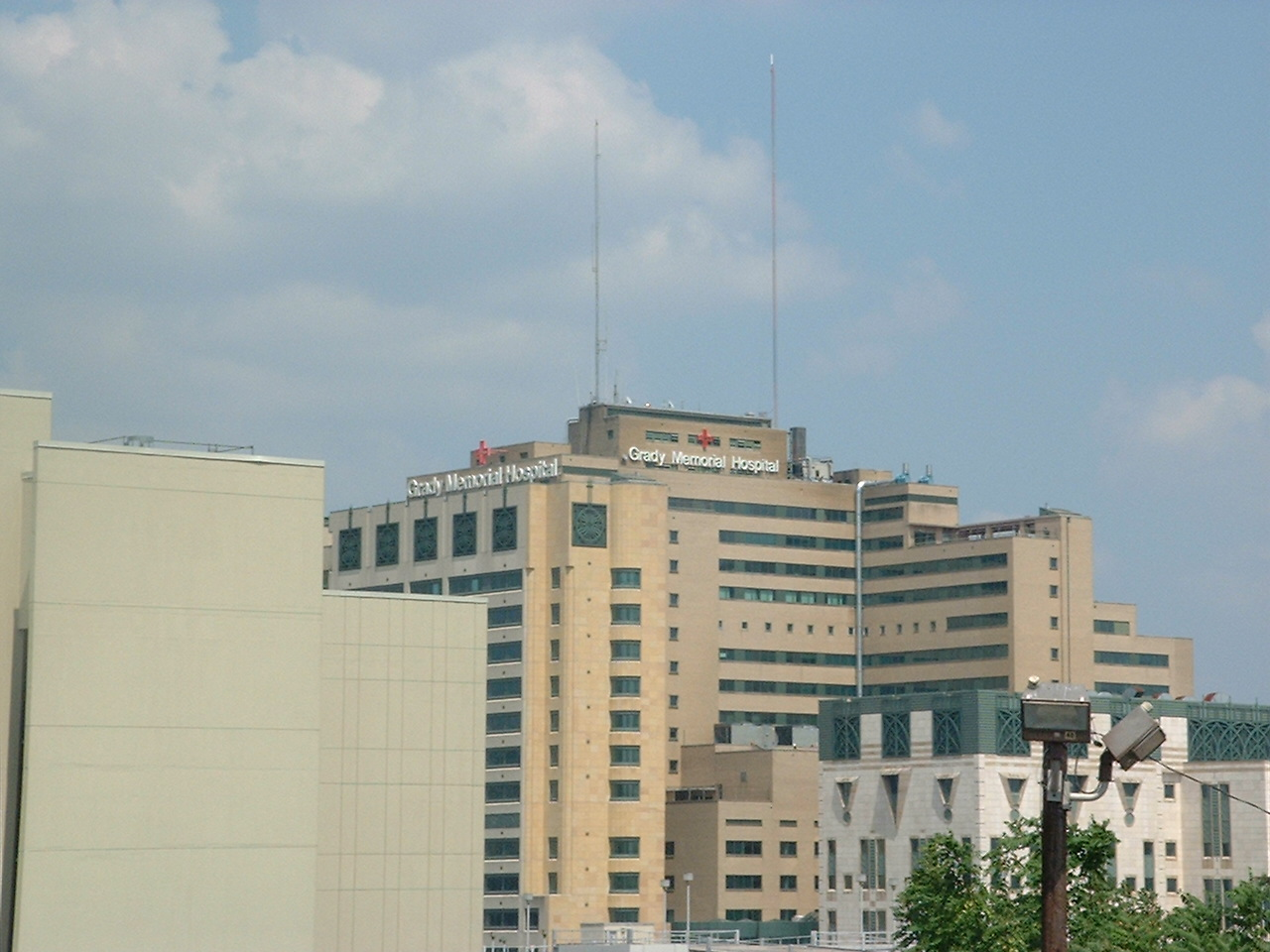
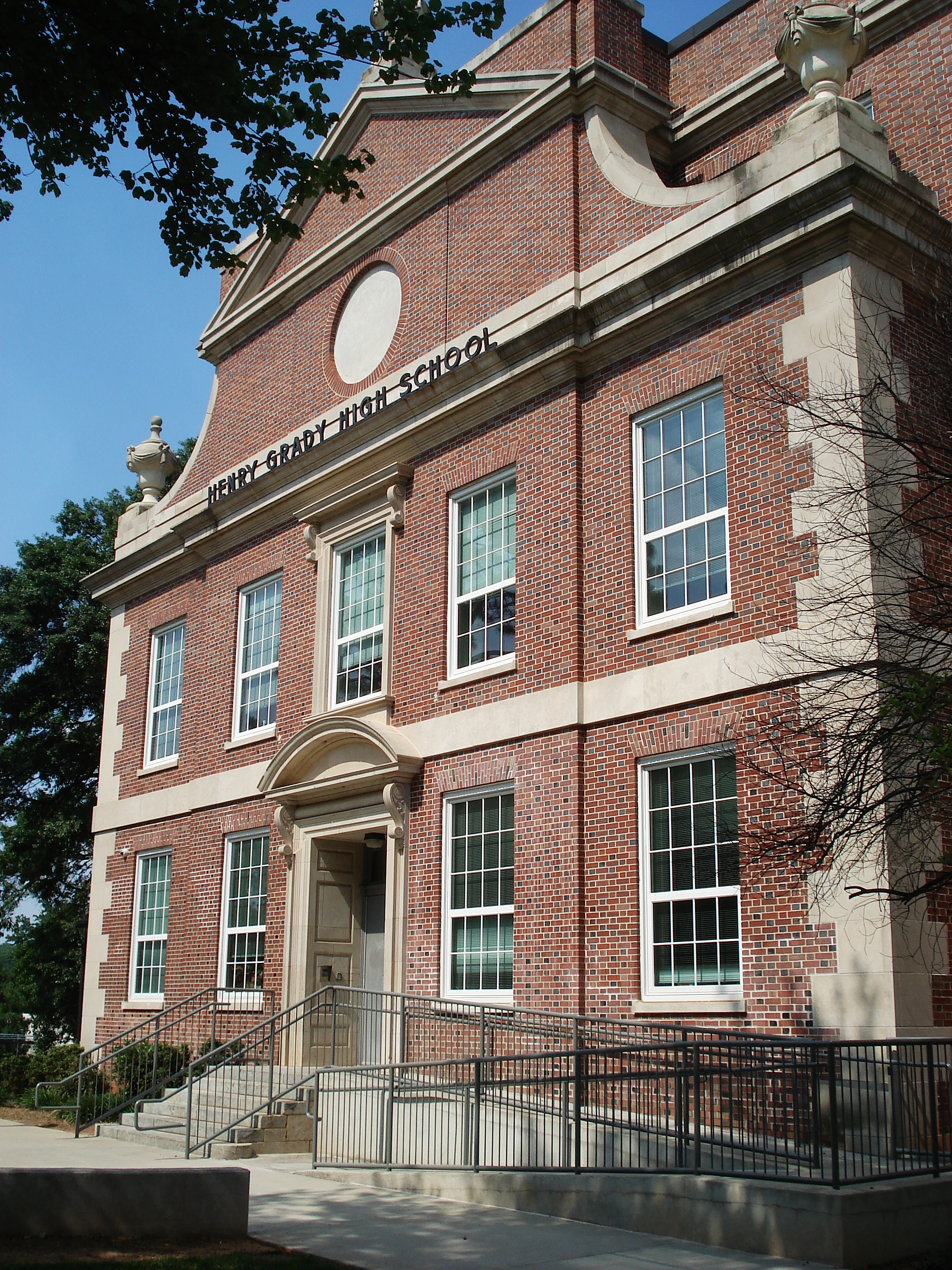

## وصلات خارجية
- هنري دبليو. غريدي على موقع الموسوعة البريطانية (الإنجليزية)